# General Sherman (árbol)

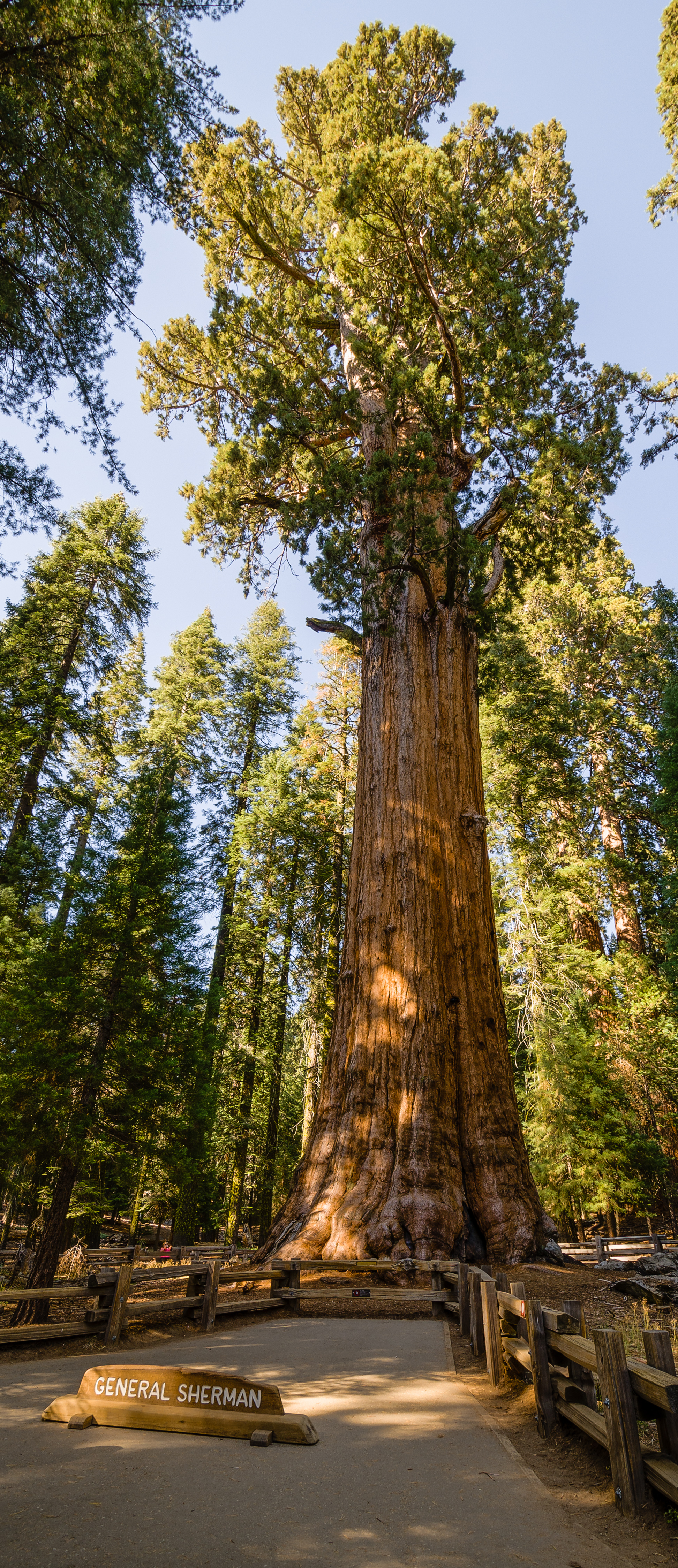
General Sherman es el mayor árbol de un solo tronco del mundo

General Sherman es un ejemplar de secuoya gigante (Sequoiadendron giganteum) situado en el Giant Forest del Parque nacional de las Secuoyas, en el condado de Tulare, en California, Estados Unidos. Por su volumen, es el mayor árbol vivo de un solo tronco conocido en la Tierra. Se calcula que tiene entre 2300 y 2700 años.
Aunque General Sherman es el mayor árbol vivo en la actualidad, no es el mayor árbol registrado históricamente. El árbol de Lindsey Creek, con 2548,5 metros cúbicos, casi el doble de volumen que General Sherman, fue derribado por una tormenta en 1905. Otro ejemplar de mayor tamaño, Crannell Creek Giant, una secuoya roja (Sequoia sempervirens) talada a mediados de la década de 1940 cerca de Trinidad, California, se estima que era entre un 15 y un 25 % más grande que General Sherman en volumen.

## Historia

Vista desde la base del General Sherman

General Sherman debe su nombre al general de la Guerra de Secesión William Tecumseh Sherman. La historia oficial, que puede ser apócrifa, afirma que el árbol fue bautizado en 1879 por el naturalista James Wolverton, que había servido como teniente en el 9.º de Caballería de Indiana a las órdenes de Sherman.
Siete años después, en 1886, el terreno pasó a estar bajo el control de la Colonia Kaweah, una comunidad socialista utópica cuya economía se basaba en la tala de árboles. Teniendo en cuenta el papel fundamental que Sherman había desempeñado en las Guerras Indias y la reubicación forzosa de las tribus nativas americanas, rebautizaron el árbol en honor a Karl Marx. Sin embargo, la comunidad se disolvió en 1892, principalmente como resultado de la creación del Parque nacional de las Secuoyas, y el árbol recuperó su nombre anterior.
En 1931, tras las comparaciones con el cercano árbol General Grant, General Sherman fue identificado como el árbol más grande del mundo. Uno de los resultados de este proceso fue que el volumen de la madera pasó a ser ampliamente aceptado como norma para establecer y comparar el tamaño de los distintos árboles.
En enero de 2006 se rompió la rama más grande del árbol (que en las fotos más antiguas suele tener forma de «L» o de palo de golf, y que sobresale a una cuarta parte del tronco). No hubo testigos del incidente, y la rama —más grande que la mayoría de los troncos de los árboles; con un diámetro de más de 2 m y una longitud de más de 30 m— destrozó parte de la valla perimetral y el pavimento del paseo circundante. Se cree que la rotura no indica ninguna anomalía en la salud del árbol, e incluso puede ser un mecanismo natural de defensa contra las condiciones climáticas adversas.
En septiembre de 2021, el árbol fue envuelto en papel de aluminio para protegerlo de los incendios del complejo KNP.

## Dimensiones

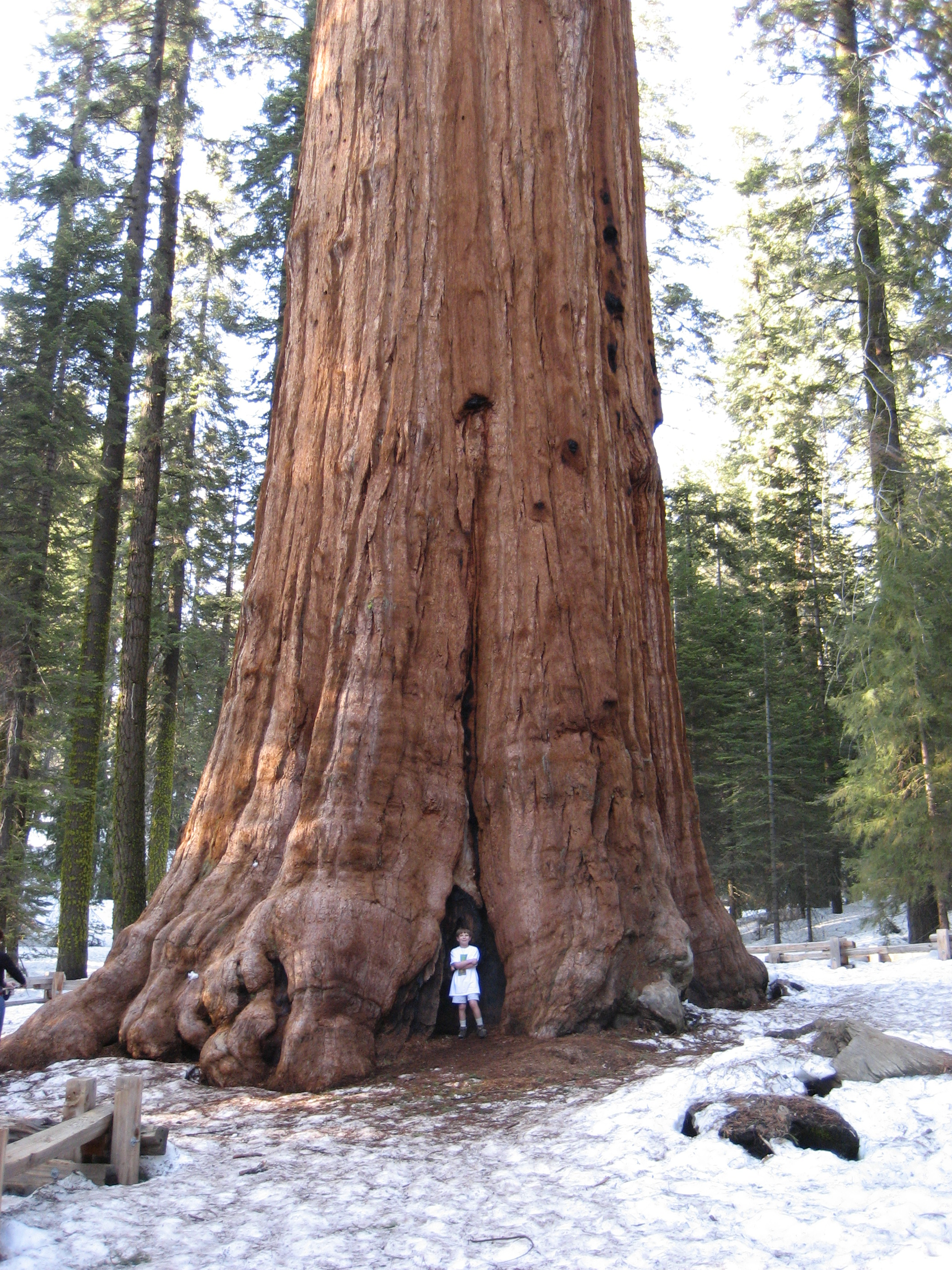
Niño de pie junto al árbol

Aunque es el árbol más grande que se conoce, General Sherman no es el árbol vivo más alto de la Tierra (esa distinción corresponde Hyperion, una secuoya roja), ni es el más ancho (el ciprés más grande y el baobab más grande tienen un diámetro mayor), ni es el árbol vivo más antiguo que se conoce en la Tierra (esa distinción corresponde a un pino longevo). Sin embargo, con una altura de 83,8 metros, un diámetro de 7,7 m, un volumen de tronco estimado en 1487 m³ y una edad estimada de 2300-2700 años, es uno de los árboles más altos, más anchos y más longevos del planeta.
| Altura sobre la base                                       | 83,8 m  |
| Circunferencia a ras de suelo                              | 31,3 m  |
| Máximo diámetro en la base                                 | 11,1 m  |
| Diámetro 1,37 m por encima del punto de altura en el suelo | 7,7 m   |
| Diámetro 18 m por encima de la base                        | 5,3 m   |
| Diámetro 55 m por encima de la base                        | 4,3 m   |
| Diámetro de la rama más grande                             | 2,1 m   |
| Altura de la primera rama grande por encima de la base     | 39,6 m  |
| Anchura media de la copa                                   | 32,5 m  |
| Volumen estimado del tronco                                | 1487 m3 |
| Masa estimada (húmeda) (1938)                              | 1910 t  |
| Masa estimada del tronco (1938)                            | 1121 t  |